# Dundern
Dundern este o arie protejată (arie specială de conservare — SAC, sit de importanță comunitară — SCI, arie de protecție specială avifaunistică — SPA) din Suedia întinsă pe o suprafață de 149,5 ha, integral pe uscat.

## Localizare
Centrul sitului Dundern este situat la coordonatele 60°36′21″N 12°37′50″E / 60.6057°N 12.6306°E.

## Înființare
Situl Dundern a fost declarat sit de importanță comunitară în ianuarie 2002 pentru a proteja 6 specii de animale. Alte tipuri de protecție:
- arie de protecție specială avifaunistică (în aprilie 2003)[2]
- arie specială de conservare (în martie 2011)[1][3][4]

## Biodiversitate
Situată în ecoregiunea boreală, aria protejată conține 4 habitate naturale: Mlaștini alcaline, Taiga vestică, Mlaștini împădurite, Mlaștini turboase de tranziție și turbării mișcătoare.
La baza desemnării sitului se află mai multe specii protejate de  păsări (6): minunița (Aegolius funereus), cocoșul de mesteacăn (Bonasa bonasia), ciocănitoare neagră (Dryocopus martius), ciocănitoare de munte (Picoides tridactylus), cocoșul de mesteacăn (Tetrao tetrix tetrix),  cocoș de munte (Tetrao urogallus).